# Inspired by Bach

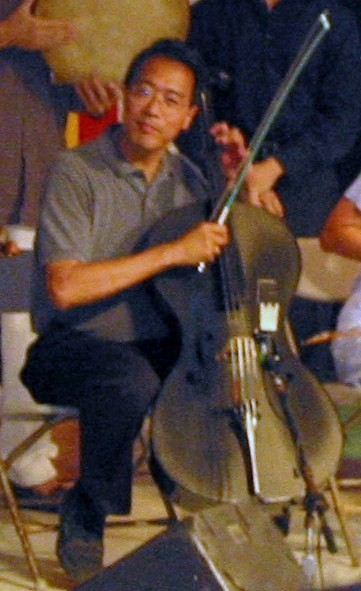
Il violoncellista Yo-Yo Ma.

Inspired by Bach è una collezione di sei brevi film del 1997, parte della serie Sony Classical celebrates Bach.

## Struttura
La raccolta si basa sull'interpretazione delle suite per violoncello solo di Johann Sebastian Bach da parte del violoncellista Yo-Yo Ma, in collaborazione con artisti di altre discipline.
Il video relativo alla prima suite, intitolato The Music Garden e diretto da Kevin McMahon, vede protagonisti Yo-Yo Ma e l'architetto Julie Moir Messervy nella realizzazione di un giardino. La seconda suite, sulla quale è basato il video The Sound of the Carceri, diretto da François Girard, vede Yo-Yo Ma paragonare le musiche di Bach alle architetture di Giovanni Battista Piranesi, un artista del XVIII secolo.
Il video sulla terza suite, chiamato Falling Down Stairs e diretto da Barbara Willis Sweete, illustra la collaborazione fra il violoncellista e il coreografo Mark Morris per la realizzazione di una danza sulle note di Bach. Nel quarto video, intitolato Sarabande e diretto da Atom Egoyan, vengono analizzate le relazioni che un autista, un medico e un agente immobiliare hanno con Yo-Yo Ma durante un suo viaggio verso il Canada per eseguire le suite durante un concerto.
Nel quinto video, Struggle for Hope, diretto da Niv Fichman, il violoncellista viaggia verso il Giappone per lavorare con Bandō Tamasaburō e per realizzare una coreografia per la quinta suite. Nell'ultimo video, intitolato Six Gestures e diretto da Patricia Rozema, Yo-Yo Ma esplora la vita di Johann Sebastian Bach insieme ad alcuni ballerini sul ghiaccio. 